# Islamitische Emiraten van Waziristan

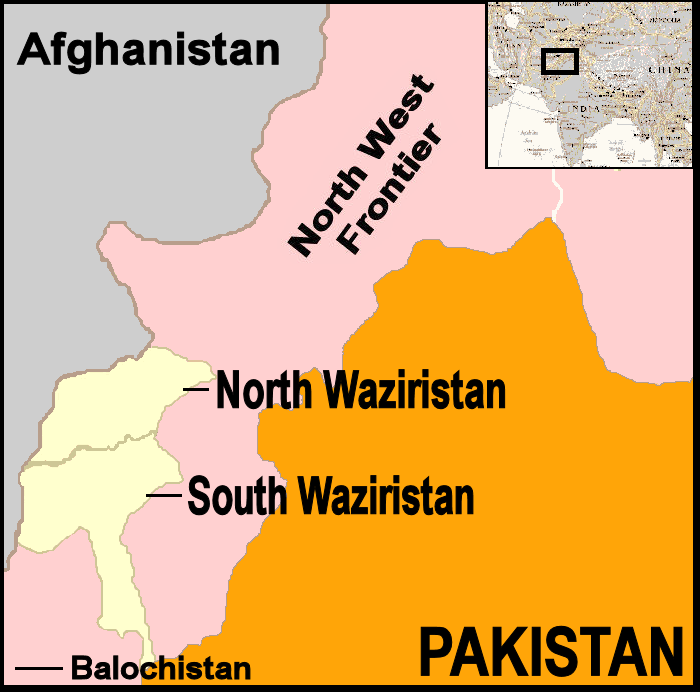
Locatie van Waziristan

Islamitische Emiraten van Waziristan (Urdu: اسلامی امارات وزیرستان) is de naam van de staat die vrijheidsstrijders in Waziristan aan hun zelf-uitgeroepen staat geven. Waziristan wordt tot de Federaal Bestuurde Stamgebieden van Pakistan gerekend.
Internationaal worden de Islamitische Emiraten van Waziristan niet erkend. 